# Хаихта
Хаихта (эвенк. Хаикта — травяная стелька, сухая болотная трава) — село в Куйтунском районе Иркутской области России. Входит в состав Андрюшинского муниципального образования. 

## География
Находится примерно в 15 км к востоку от районного центра.

## Топонимика
Название Хаихта происходит от эвенкийского хаикта, һајиикта — травяная стелька, сухая болотная трава.

## Население
| 2002 | 2010 | 2011 | 2012 |
| ---- | ---- | ---- | ---- |
| 250  | ↘175 | ↘174 | ↗176 |

По данным Всероссийской переписи, в 2010 году в селе проживало 175 человек (83 мужчины и 92 женщины).